# Bundesautobahn 15
Bundesautobahn 15 (kort BAB 15, A15 of 15), ook wel Spreewaldautobahn genoemd, is een autosnelweg in het oosten van Duitsland, die loopt van Dreieck Spreewald via Cottbus naar de Duits-Poolse grens bij Forst.

## Verloop
De A15 loopt vanaf Dreieck Spreewald met A13 bij Lübbenau via Vetschau, Cottbus en Forst naar  de Duits-Poolse grens bij Klein Bademeusel. 
In Polen gaat de A15 verder als DK18/A18 richting Wrocław. In 2008 is deze weg ter hoogte van de grensovergang Olszyna/Forst opengesteld als autoweg, de DK18. Na 78 kilometer, in de buurt van Bolesławiec, sluit de A18 aan op de eveneens uit Duitsland komende A4. Deze verloopt via Wrocław verder richting Katowice en Krakau naar de Oekraïense grens bij Krakovets (70 km van Lviv).
Hoewel de snelweg overwegend in west-oostrichting verloopt, is het tegen het systeem met een oneven getal genummerd, welke eigenlijk gebruikt wordt voor noord-zuidrichtingen.
De snelweg heeft over de gehele lengte 2x2 rijstroken en is volledig onderdeel van de Europese weg 36 (E36). Er zijn geen plannen om de snelweg te verbreden of aan te passen.

## Geschiedenis

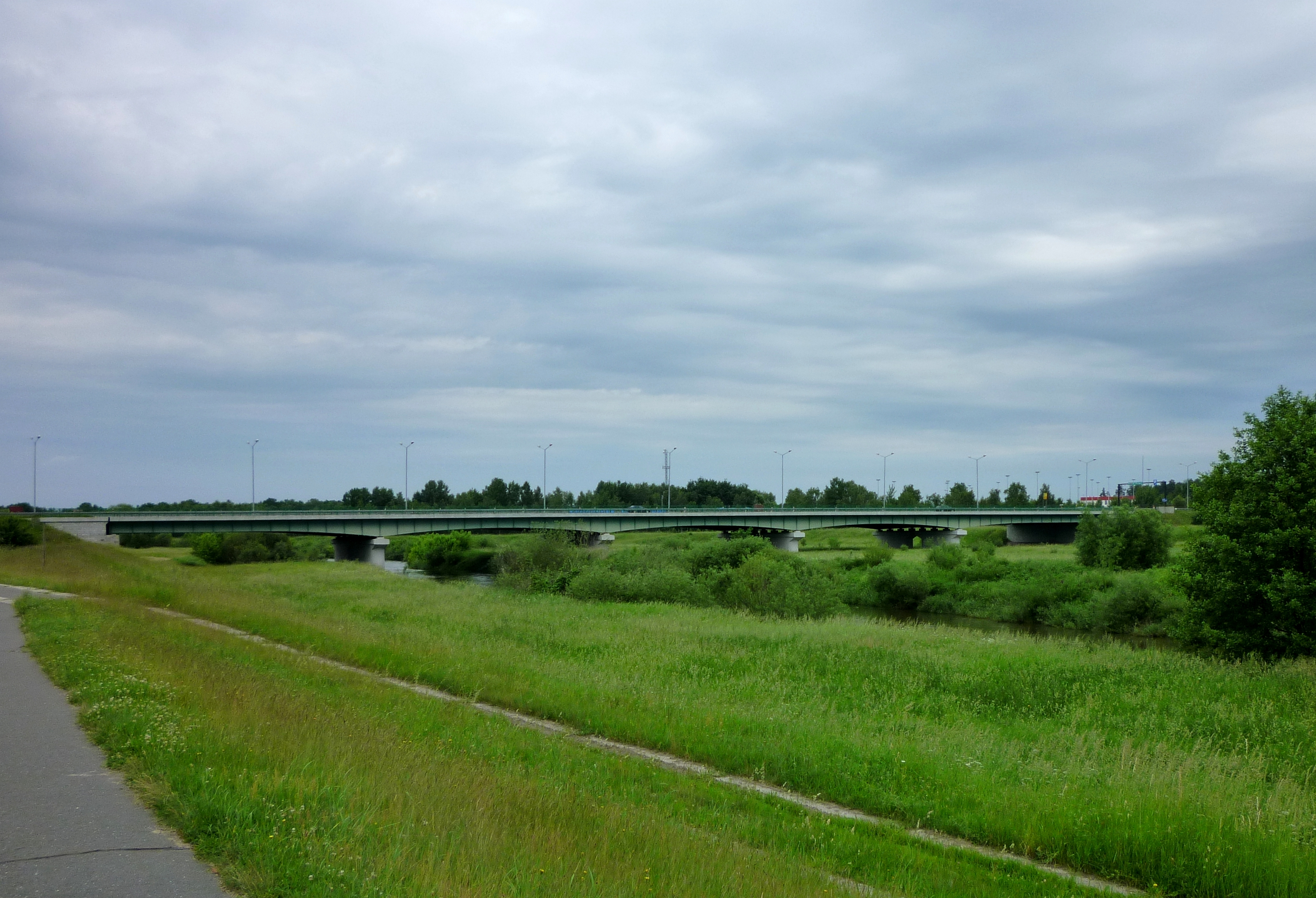
Neißebrücke bij Forst. (2010)

De A15 werd als Reichsautobahn Berlijn - Breslau (Wrocław) - Opper-Silezië gepland en was tot het begin van de oorlog met één rijbaan tot Breslau gereed. Tot de Duitse hereniging waren slechts enkele honderden meters van de A15 gereed. In de DDR droeg dit traject het interne nummer A5. Bijzonder is dat de vele bruggen in de nadagen van de Tweede Wereldoorlog vrijwel allemaal vernield werden door oorlogshandelingen. Deze werden in de tijd van de Duitse Democratische Republiek alle weer hersteld. Bij de brug over de Spree nabij aansluiting Cottbus-Süd werd alleen de noordbaan weer aangelegd, waardoor het verkeer richting Polen over de tweede rijstrook werd geleid. In 1962 werd het Dreieck Spreewald geopend, alleen werd vanwege een ontbrekende brug het op de A13 vanuit Dresden richting Berlijn over opritten geleid.
Na de eenwording werd in de jaren 90 al snel begonnen met de aanleg van de ontbrekende noordelijke rijbaan. Het eerste gedeelte dat geopend werd was een drie kilometer lang stuk bij Dreieck Spreewald. Door de werkzaamheden moest het verkeer regelmatig met verkeerslichten geregeld worden.
Tot de Duitse hereniging was het nummer A15 vergeven aan de AVUS-autobahn in West-Berlijn. Deze is in 1990 hernummerd tot A115, zodat het nummer A15 vrij kwam voor de autosnelweg Neustadt (Spree) - Forst.
Tijdens werkzaamheden werd op 8 april 2016 tussen de aansluitingen Forst en Roggosen een vermoedelijke bom uit de Tweede Wereldoorlog gevonden, waardoor de A15 volledig afgesloten werd. Omdat een gerichte explosie van het object niet mogelijk was, werd besloten het object door de THW vrij te leggen. Nadat het object was vrijgelegd was duidelijk dat het geen oorlogsbom was, maar een metalen buis.